# 걸즈 앤 판처 제 63회 전차도 전국 고교생 대회
《걸즈 앤 판처 제 63회 전차도 전국 고교생 대회》(일본어: ガールズ&パンツァー 第63回戦車道全国高校生大会 総集編)은 2018년 공개된 일본의 애니메이션 영화이다.

## 줄거리
걸즈 앤 판처 시리즈 대망의 첫 시작!!
여성의 소양 중 하나로 손꼽히며 전통적인 무예의 교양 활동인 전차도로 유명한 니시즈미 집안의 ‘미호’는 전차도가 없는 오아라이 여학원으로 전학을 왔지만 성과 없는 학교를 없앤다는 교육부의 방침 때문에 폐교를 막으려 오합지졸 소녀들을 이끌고 전차도 전국대회에 참가한다. 그리고 우승을 못하면 학교가 폐교된다는 사실을 경기 중에 알게 되고 모두 힘을 모아 드디어 최종 결승전에 진출하게 되는데..